# Квантовая томография
Квантовая томография — часть квантовой информатики. Квантовая томография занимается восстановлением амплитуд квантового состояния по результатам его многократных измерений, и нахождением оптимальных схем таких измерений. Если {\displaystyle \lambda _{0},\lambda _{1},\ldots ,\lambda _{N-1}} — набор комплексных чисел, сумма квадратов модулей которых равна 1, то по ним однозначно можно построить квантовое состояние вида
{\displaystyle |\Psi \rangle =\sum \limits _{j=0}^{N-1}\lambda _{j}|j\rangle }
Томография решает обратную задачу: по данному состоянию {\displaystyle |\Psi \rangle } восстановить всё {\displaystyle \lambda _{j}}. Для этого необходимо производить измерение состояния {\displaystyle |\Psi \rangle } в разных базисах, то есть для каждого нового измерения необходимо иметь новое, свежеприготовленное состояние {\displaystyle |\Psi \rangle }. Имея только один экземпляр состояния {\displaystyle |\Psi \rangle }, нельзя определить его амплитуды {\displaystyle \lambda _{j}} со сколько-нибудь приемлемой точностью. Это следует из оценки на объём классической информации, которую можно извлечь из квантового состояния, а также из следующей теоремы.

## Теорема о запрете клонирования квантовых состояний
Не существует унитарного оператора, способного перевести состояние {\displaystyle |\Psi \rangle |{\bar {0}}\rangle } в состояние {\displaystyle |\Psi \rangle |\Psi \rangle }.

## Подбор базиса измерения
Если измерять многократно состояние {\displaystyle |\Psi \rangle } в стандартном базисе {\displaystyle |0\rangle ,|1\rangle ,\ldots }, можно получить значения модулей амплитуд со сколь угодно высокой точностью, в силу правила Борна. Для получения фаз амплитуд необходимо измерять не в стандартном базисе, а в базисе, полученном, например, однокубитовыми преобразованиями (так называемые измерения в незапутанном базисе). Измерения в базисах, состоящих из запутанных состояний, способны дать больший эффект, но их трудно реализовать.

## История термина
Томография (томо — сечение) представляет собой восстановление определённого состояния по его сечениям. В квантовой механике состояние представляет собой вектор {\displaystyle |\Psi \rangle } в гильбертовом пространстве многочастичных квантовых состояний, а сечение — его проекция на одну из координатных осей, называемая измерением. Процесс воссоздания амплитуд формулируется на алгебраическом языке; его можно уподобить обратному преобразованию Радона в обычной компьютерной томографии.